# Automeris rectilinea
Automeris rectilinea är en fjärilsart som beskrevs av Eugène Louis Bouvier 1926. Automeris rectilinea ingår i släktet Automeris och familjen påfågelsspinnare. Inga underarter finns listade i Catalogue of Life.